# Bướm rừng đuôi trái đào
Bướm rừng đuôi trái đào (tên khoa học Zeuxidia masoni) là một loài bướm ngày thuộc họ Nymphalidae. Nó được tìm thấy ở Việt Nam, Myanmar, quần đảo Mergui Archipelago (Kadun Kyung) và Thái Lan.

## Hình ảnh

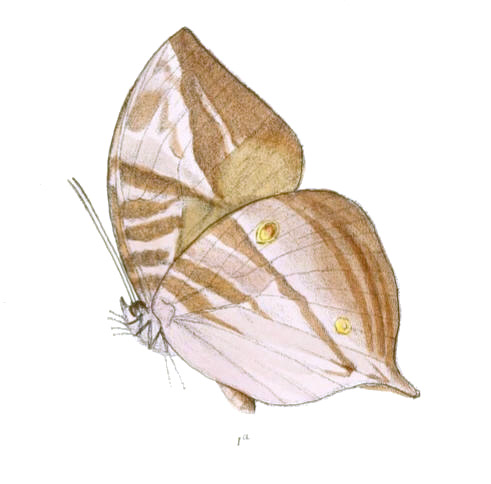
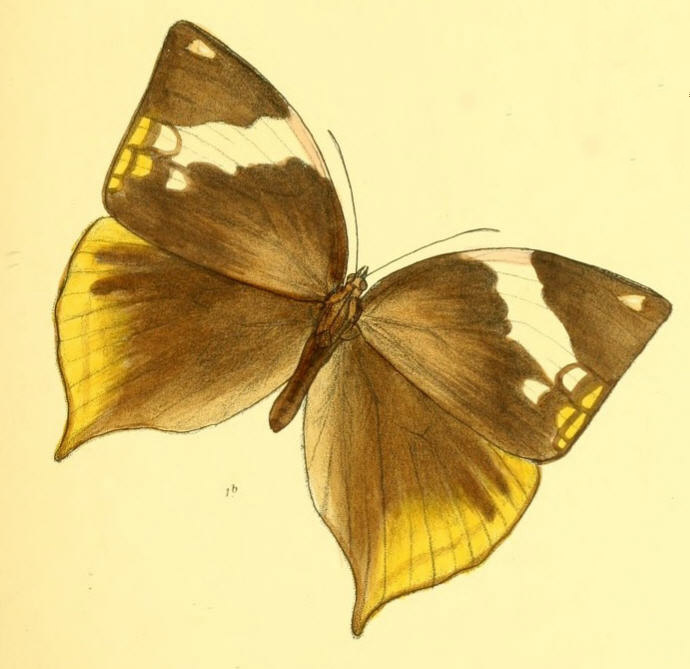